# Boissy-la-Rivière
Boissy-la-Rivière é uma comuna francesa na região administrativa da Ilha de França, no departamento de Essonne. Estende-se por uma área de 12.47 km². Em 2010 a comuna tinha 524 habitantes (densidade: 42 hab./km²).